# Consiglio Olimpico d'Irlanda
Il Consiglio Olimpico d'Irlanda (in inglese Olympic Council of Ireland, in irlandese Comhairle Oilimpeach na Héireann) o OCI, è il comitato olimpico internazionale della Repubblica d'Irlanda.
Venne fondato nel 1922 come Irish Olympic Council (Consiglio Olimpico Irlandese), con l'obiettivo di difendere e sviluppare il movimento olimpico sull'isola, in accordo con le linee guida del Comitato Olimpico Internazionale - la Carta Olimpica.
Negli anni cinquanta Lord Killanin, che in seguito sarebbe diventato anche presidente del CIO, divenne presidente del Consiglio. Il nuovo presidente fra i suoi primi atti annoverò proprio il cambio della denominazione in Consiglio Olimpico d'Irlanda (in lingua inglese Olympic Council of Ireland, appunto), in modo che all'interno di essa apparisse chiaramente il nome dell'intera isola.
Sebbene la Carta Olimpica definisca che l'area di giurisdizione di ogni comitato olimpico nazionale debba coincidere coi confini politici della nazione all'interno dei cui confini si trova la sua sede , la situazione è differente per quanto riguarda l'OCI e dalla sua fondazione sono numerosissimi gli atleti dell'Irlanda del Nord (e quindi di nazionalità britannica) che hanno fatto e fanno parte delle squadra irlandesi in innumerevoli discipline sportive; proprio per questo il sistema sportivo irlandese è organizzato su una base geografica che fa riferimento all'insieme dell'isola d'Irlanda (All-Ireland).
Il Consiglio Olimpico d'Irlanda ha inviato per la prima volta atleti ai Giochi della VIII Olimpiade di Parigi, nel 1924. L'attuale presidente dell'organizzazione è Pat Hickey, mentre la carica di segretario generale è occupata da Dermot J. Sherlock.